# غابة المسيلة
غابة المسيلة من بين أهم الغابات بولاية وهران حيث تقع بدائرة بوتليليس وتعد منطقة جذب سياحي للعديد من الزوار والسياح القادمين من خارج الولاية خاصة أثناء نهاية الأسبوع و إضافة إلى رحلات التخييم  خاصة أنها تقع بالقرب من شاطىء مداغ

## وصف
صنف غابة المسيلة كمحمية طبيعية عام 2015 م وتتربع على مساحة 450هآ  وتسعى الجهات الوصية لجعلها كمحمية وطنية نظرا لما تمتكله من أشجار الفلين أما بخصوص الحيوانات فيشكل الظأن البربري أحد الحيوانات النادرة إضافة لوجود 16 صنفا من الثديات و08 من الزواحف و05 من البرمائيات و48 من الطيور وساهم مشروع تكار الحيوانات إلى ظهور العديد من الحيوانات أبرزها :
1. الحجلة
2. طير القرقف والنقار[7]
3. الذئب الذهبي الإفريقي

## تهديدات
- التلوث البيئي نظرا للرمي العشوائي للنفايات بشكل مستمر
- الحرائق[8] المتكررة الناتجة عن موجة الحر في فصل الصيف

## معرض الصور

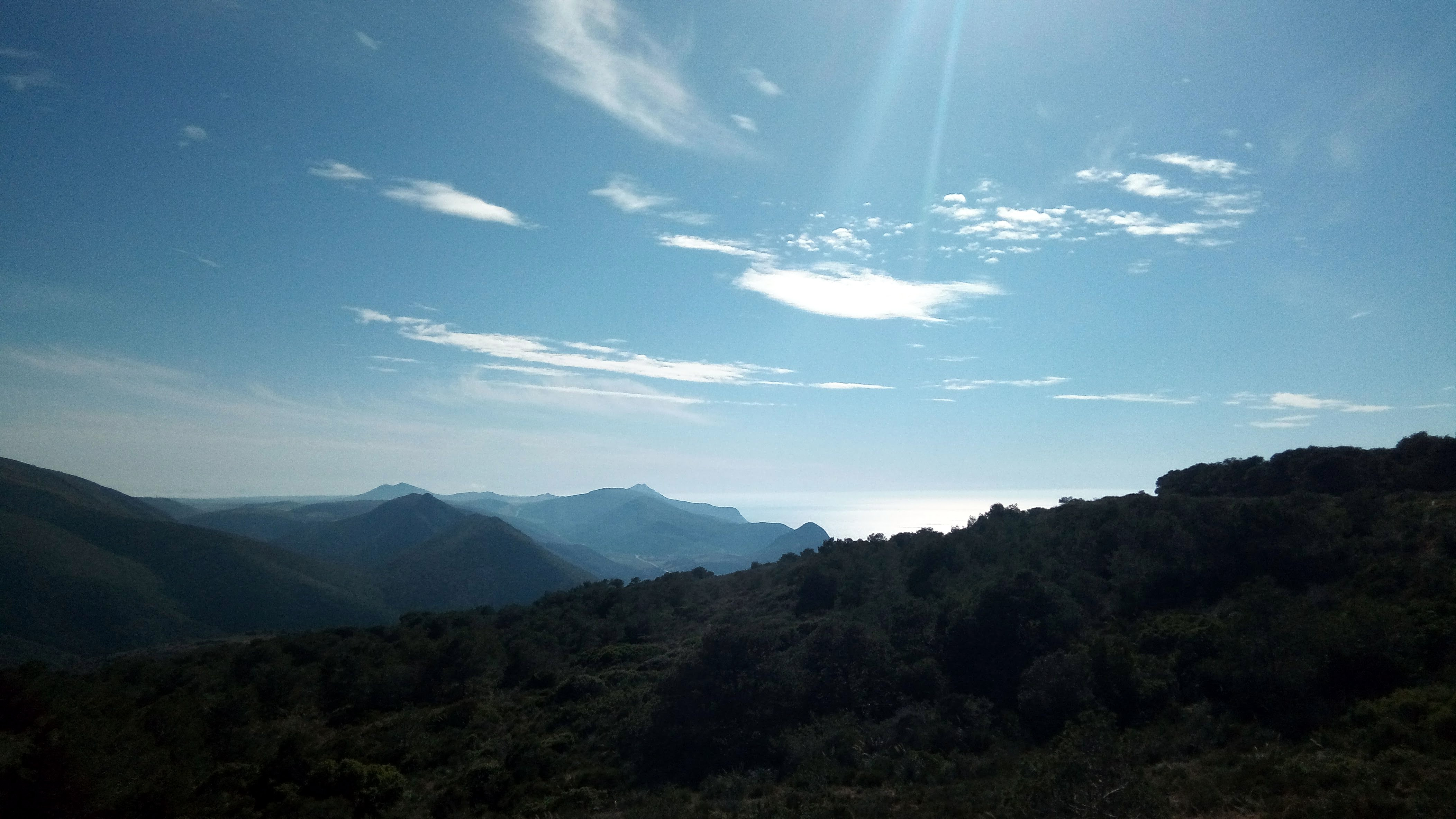
نظرة على جبال مداغ من غابة المسيلة